# Friedhof Or Chadasch
Der Israelitische Friedhof Or Chadasch ist ein jüdischer Friedhof im Quartier Albisrieden im Südwesten von Zürich. Der Name Or Chadasch ist hebräisch und bedeutet Neues Licht. Die liberale Gemeinde Or Chadasch ist die Betreiberin des gleichnamigen Friedhofs.

## Geschichte
Nachdem sich die liberale Gemeinde Or Chadasch im Jahr 1978 als progressiv orientierte Gemeinschaft von der Israelitischen Cultusgemeinde abgespalten hatte, eröffnete sie im Jahr 1982 ihren eigenen Friedhof im Stadtzürcher Quartier Albisrieden.

## Areal und Bauten
Der Friedhof Or Chadasch liegt am Westrand von Albisrieden am Schützenrain und grenzt an den älteren orthodox-jüdischen Friedhof Agudas Achim. Sie gehören zu einer Reihe von Friedhöfen in diesem Gebiet der Stadt Zürich, im Süden beginnend mit dem Friedhof Leimbach und endend im Südwesten mit dem Friedhof Eichbühl in Altstetten. Durch ein Friedhofstor, dessen Flügel die hohen rundbogigen Gesetzestafeln der Tora nachbilden, gelangt der Besucher ins Innere des kleinen Friedhofs. Die Grabsteine sind unorthodox gestellt, sodass sie nach Nordosten talwärts blicken. Wie auf den Friedhöfen Binz und Agudas Achim besitzen die Gräber keinen pflanzlichen Schmuck. Im Gegensatz zu diesen traditionelleren Friedhöfen sind die Gräber jedoch nicht mit Kies belegt, sondern von durchgehendem Rasen bedeckt. Dies verweist auf die Gestaltungsidee eines Waldfriedhofs. Auch die Umfriedung des Geländes deutet darauf hin, ist sie doch mit Laubbäumen gestaltet, sodass der Friedhof den Charakter eines waldnahen, in sich abgeschlossenen Raumes erhält. Beim Eingang steht in einer grünen Nische aus Efeu und Eiben ein Gedenkstein für die Opfer der Shoa, der vom Bildhauer Felix Kohn gestaltet wurde. Ein zweiter Stein im Hintergrund des Friedhofs trägt die schlichte Inschrift Gedenke und verweist auf die in den nationalsozialistischen Konzentrationslagern getöteten Angehörigen der Gemeinde.